# 1761 в Україні

## Особи

### Народились
- 8 березня Ян Непомуцен Потоцький (1761—1815) — польський письменник (романіст, драматург), історик, етнограф, археолог, географ, соціолог, публіцист, редактор, видавець, бібліограф, мандрівник Європою та Азією.
- 16 жовтня, Анастасій Братановський-Романенко (1761—1805) — єпископ Відомства православного сповідання Російської імперії, архієпископ Астраханський і Моздокський, архієпископ Могилевський і Вітебський, духовний письменник.
- Лизогуб Іван Якович (1761—1819) — маршалок дворянства Чернігівської губернії (1816—1819).

### Померли
- 1 березня Станіслав Коссаковський (1721—1761) — польський шляхтич, урядник Речі Посполитої, меценат.
- 2 червня Гедеон (Вишневський) (1678—1761) — український церковний діяч, ректор Московської слов'яно-греко-латинської академії, просвітник, архімандрит, єпископ Смоленський і Дорогобузький РПЦ, засновник Смоленської духовної семінарії.
- Канаровський-Соха Олексій Григорович (кінець 1720-х — 1761) — Яготинський сотник Переяславського полку.

## Засновані, зведені
- Дзвіниця на Дальніх печерах
- Гарасимівка (Станично-Луганський район)
- Городище (Перевальський район)
- Любомирівка (Новоушицький район)
- Шарапанівка